# Higor Rodrigues Barbosa Leite
Higor Rodrigues Barbosa Leite, genannt Higor oder Higor Leite (* 2. Juni 1993 in Campos Belos), ist ein brasilianischer Fußballspieler. Der Rechtsfuß läuft vorwiegend im offensiven Mittelfeld auf.

## Karriere
Higor begann seine Laufbahn bei Fluminense FC. 2012 schaffte er hier den Sprung in den Profikader. Mit sieben Einsätzen in der Série A 2012 trug er zum Titelgewinn bei. Bereits in den folgenden zwei Jahren wurde Higor an andere Klubs ausgeliehen, wo er nur zu wenig Einsätzen kam.
Anfang 2015 war der Spieler zunächst an den Volta Redonda FC ausgeliehen, mit welchem er an Spielen in der Staatsmeisterschaft von Rio de Janeiro teilnahm. Danach kehrte wieder zu Fluminense zurück, um diese in der Série A 2015 zu begleiten. In den meisten Spielen saß Higor zunächst auf der Bank und insgesamt durfte er acht Mal auflaufen. Nachdem Higor 2016 noch für Fluminense in der Primeira Liga do Brasil und der Staatsmeisterschaft von Rio de Janeiro aufgelaufen war, wurde er zur Meisterschaftssaison an den Goiás EC in die Série B ausgeliehen. Auch für die Saison 2017 trat Higor nicht für Fluminense an. Er wurde im Januar bis Jahresende erneut an den Volta Redonda FC ausgeliehen. Auch für die Saison 2018 trat er nicht wieder für Fluminense an.
Ende 2018 lief auch der Kontrakt mit Fluminense aus. Higor wechselte zum Paraná Clube. Mit diesem trat er in zehn Spielen (kein Tor) in der Staatsmeisterschaft und zweien (ein Tor) im Copa do Brasil 2019 an. Nach Abschluss der Staatsmeisterschaft kündigte er seinen Vertrag bei Paraná um zu Londrina zurückzukehren. Nachdem Londrina am Ende der Série B 2019 aus der Série B absteigen musste, verließ Higor den Klub wieder. Seine nächst Station zum Start 2020 wurde der Grêmio Novorizontino. Mit diesem bestritt Higor sechs Spiele in der Staatsmeisterschaft und eines im Copa do Brasil 2020. Im Anschluss ging er für die Austragung der Série B 2020 zum Botafogo FC (SP).
Im Januar 2021 ging Higor das erste Mal in seiner Laufbahn ins Ausland. Er ging nach Armenien, wo er beim FC Pjunik Jerewan unterzeichnete. Im Mai 2022 konnte er mit dem Klub den Gewinn der Meisterschaft in der Bardsragujn chumb 2021/22 feiern (13 Spiele, kein Tor). Danach endete sein Kontrakt. Seitdem tingelt er durch niederklassige Klubs.

## Trivia
Higor ist ein Cousin der Brüder Kaká und Digão.

## Erfolge
Fluminense
- Staatsmeisterschaft von Rio de Janeiro: 2012
- Campeonato Brasileiro de Futebol:  2012
- Primeira Liga do Brasil: 2016

ABC
- Staatsmeisterschaft von Rio Grande do Norte: 2018
- Copa Cidade de Natal: 2018

Pjunik Jerewan
- Oberliga: 2021/22